# Чаклунський світ (роман)
«Відьомський світ» (англ. Witch World)  (в українському перекладі — «Чаклунський світ») — науково-фентезійний роман, написаний американською письменницею-фантастом Андре Нортон, вперше опублікований в 1963 році. Роман був першим в серії романів про цей паралельний світ і входить в так званий «Есткарпський цикл».
В романі описується паралельний світ в якому існує магія, якою користуватись можуть лише жінки. Головний герой Саймон Трегарт — полковник американських окупаційних військ в Берліні, який опиняється в паралельному світі тікаючи від мафії.
Роман номінувався на премію «Г'юго» в 1964 році.

## Анотація
Чи виникало у вас бажання взяти і втекти кудись геть, до інших вимірів або реальностей? Відпочити від інтриг та життєвої плутанини чи позбутися переслідувань… Саме це було конче необхідне полковнику Саймону Трегарту. Несподівано для себе самого він погодився на пропозицію назавжди залишити цей світ і зникнути в іншому, який краще відповідає його духові. Чаклунський світ, куди потрапляє Саймон, — загадкова земля із середньовічними замками, на якій володарюють жінки з надприродними здібностями, а магія є звичною справою. Тут Трегарт стикається з новими викликами і мимоволі опиняється в самому центрі масштабного протистояння могутніх сил. Такі пригоди з ним ще не траплялися…

## Сюжет
Саймон Трегарт — полковник американської армії в повоєнному Берліні, який зв'язався з чорним ринком. Його розкривають і звільняють з армії, а через свої минулі справи могутня кримінальна організація починає на нього полювати. І хоча Саймон успішно тікає протягом місяців, він розуміє що це не буде тривати вічно.
Тікаючи від найманих убивць, Саймона перестріває доктор Хорхе Петроніус — людина яка має репутацію того, хто може заховати. Доктор Петроніус розказує про могутні магічні камені з легенд про Короля Артура, і один з цих каменів — Сідж Перілес має силу відкривати двері в інший світ тому, хто сяде на нього. Саме в інших світах Петроніус заховав тих, хто просили в нього про це. Саймон Трегарт не надто вірить, але оскільки йому нічого втрачати, то погоджується.
Тільки опинившись в новому світі він чує звуки полювання — гавкіт собак і мисливський ріг. Здобиччю виявляється молода жінка, за якою женуться два вершники з собаками. Використавши свій пістолет Саймон рятує жінку, яка в наступній сутичці з мисливцями демонструє свої вміння відьми. Згодом їм на допомогу приходять вершники з її країни — Есткарпу, на чолі з Корісом, капітаном Гвардії Есткарпу. Сам Кортіс не був уродженцем Есткарпу, а мав би бути володарем іншої країни — Ґорму, але останню захопили вихідці з далекої країни Колдер.
Саймон стає на службу в гвардію Есткарпу і разом з Кортісом та відьмою вирушає до Салкаркіпу — союзника Есткарпу в війні проти Колдера. По дорозі на них нападають, і перемігши нападників Кортіс впізнає в них своїх співідчизників з Ґорму, які втратили здатність мислити і бездумно нападали. При цьому Саймон відчував небезпеку, що показало, що він володіє магією, хоча магією мали б володіти тільки жінки. Місто Салкаркіп готується до оборони, але ще до завершення приготувань на них нападають з повітря і Саймон з товаришами змушений тікати на човнах.
Відьма, яку звати Джейліт, відбивається від інших і розбивається на скелях поблизу Варлена — міста піратів, де в цей час правитель хоче видати заміж за лорда Карстена свою дочку Лойз проти волі останньої. Тому Лойз тікає з Варлена разом з Джейліт і вирушають до Карсу — державу південніше від Есткарпу. Туди ж прямують Саймон і Кортіс, покладаючись на магічне відчуття Саймона. В Карсі вони знову об'єднуються. Але дуже швидко в Карсі починається полювання на Стару Расу, вихідців з Есткарпу, і герої змушені тікати.
Саймон починає очолювати партизанську війну проти Карсу з метою не допустити їх до Есткарпу. З часом він розуміє, що правителі Карсу діють не самі, а отримують допомогу від колдерів. Він не встигає отримати всіх доказів, коли його ловлять і відправляють в Ґорм, що б перетворити на бездумного солдата армії колдерів. Під час своєї втечі Саймон розуміє, що Колдер — це дуже розвинена цивілізація, яка поєднала магію і технології. Також він зустрічає головного з колдерів, з яким вступає в ментальний двобій і перемагає. Після втечі з острова він повертається в Есткарп, де про все на нараді вирішують напасти на Ґорм.
Велике військо на чолі з Кортісом і Саймоном вирушає на острів і долаючи опір бездумного війська колдерів захоплюють його. Проте самих колдерів на острові майже не залишилось, єдиний кого зустрічає Саймон — це головний колдер, з яким відбувається ще одна ментальна дуель. В результаті дуелі колдер гине, а Саймон розуміє, що колдери насправді прийшли з іншого виміру, де технології переважають земні. Після смерті колдера всі їхні війська гинуть, а Кортіс стає лордом Ґорма. І хоча Есткарп переміг, загроза від колдерів залишається.

## Нагороди і вплив
Книга номінувалася на премію «Г'юго» в 1964 році, але програла роману Кліффорда Сімака «Транзитна станція», розділивше друге місце з твором Роберта Гайнлайна — «Дорога слави».
Роман започаткував цілий цикл творів про паралельний магічний світ, який налічує близько тридцяти романів і багатьох оповідань. Крім Адре Нортон твори у всесвіті Чаклунського світу писали Лін МакКонхі, Енн Керолін Кріспін та деякі інші автори.

## Переклади українською
- Андре Нортон. Чаклунський світ. Переклад з англійської: Наталія Михаловська. — Харків: КСД. 2018. 256 стор. ISBN 978-617-12-4525-9